# Pandémie de Covid-19 à La Réunion
Cet article détaille la pandémie de coronavirus 2019 (Covid-19) dans l'île française de La Réunion, département et région d'outre-mer.

## Contexte épidémique
Situé à plus de 9 000 km de Paris, le département français subit avec un décalage temporaire l'importation de malades de la Covid-19, maladie symptomatique déclenchée par le virus SARS-CoV-2.
La maladie à coronavirus 2019, dite Covid-19 (acronyme de « coronavirus disease 2019 » (litt. « maladie à coronavirus de 2019 »), a été ainsi dénommée par l'OMS le 11 février 2020. Elle est aussi connue, notamment en Chine, sous son ancien nom « NCP (Novel Coronavirus Pneumonia »).
Le SARS-CoV-2 est un agent infectieux découvert dans la province du Hubei, à Wuhan, en Chine centrale, fin novembre 2019. Le gouvernement chinois ne prend alors pas suffisamment au sérieux l'épidémie débutante.
L'OMS alerte dans un premier temps la république populaire de Chine et les autres membres de l'OMS, puis elle prononce l'état d'urgence de santé publique de portée internationale le 30 janvier.
Transmis par de nombreux voyageurs dans d'autres pays, le virus est détecté en France le 23 janvier sur trois personnes de retour de Wuhan, deux touristes chinois à Paris et un habitant de Bordeaux originaire de Chine.
Début mars 2020, la plupart des pays du monde décident de la fermeture de leurs frontières pour tenter de contenir l'épidémie.
Le 12 mars 2020, Tedros Adhanom Ghebreyesus, directeur général de l'OMS, qualifie l'épidémie de coronavirus 2019 de pandémie. C'est le premier coronavirus à infecter plus de 110 000 malades à l'échelle mondiale (chiffres début mars 2020).
La nécessité de confiner les populations devient une urgence mondiale. En Europe, l'Italie est dramatiquement touchée, le nombre de victimes dépassant celui de la Chine (4 032 victimes au 21 mars 2020). Le confinement total des provinces italiennes devient inévitable début mars 2020. Cette urgence sanitaire sera vite imitée par ses voisins européens.
La Réunion est soumise début mars à un flot incessant de voyageurs, qui ne se tarira qu'avec les mesures préfectorales du 21 mars 2020 mettant fin aux voyages de loisirs : la majorité des cas est alors importée par des voyageurs de retour sur l'île qui ont eu des contacts avec des malades ou des porteurs sains du coronavirus en France métropolitaine. Le premier cas importé à La Réunion est officiellement connu le 11 mars 2020. L'inquiétude est d'autant plus grande à La Réunion, puisque ce virus nouveau cohabite avec une épidémie de dengue bien installée.
Le 22 mars au soir, l'ARS rend officiel le 75e cas, maintenant malgré cela La Réunion au stade 1 de l'épidémie. Dans le même temps, la ville de Saint-Denis annonce procéder à la fermeture de ses marchés forains.
Des difficultés de diagnostic s'ajoutent en raison de l'épidémie de dengue qui s'étend en parallèle,.
Le 24 mars, les autorités locales décident le passage au stade 2. En effet, avec 94 cas détectés et une capacité de 80 lits en réanimation, la situation devient critique. Ce passage au stade 2 sous-tend un accroissement des dépistages systématiques. Le nombre de personnes-contacts est estimé à 850 par l'ARS.
Le 31 mars, la ministre des outre-mers Annick Girardin, alors que de nombreux élus locaux et la population espèrent un dépistage systématique du virus, estime que la France n'a pas les moyens de généraliser les tests de dépistages sur le territoire réunionnais.
Début avril, le nombre de cas importés atteint la barre des 200, ce qui confirme le rôle des ponts aériens dans l'introduction du virus sur cet espace insulaire.
Après cinq semaines de confinement, permettant d'endiguer la propagation à 400 cas à la mi-avril, un relâchement est observé, sans doute écho à l'annonce du gouvernement sur le déconfinement progressif et le faible nombre de cas positifs dépistés, notamment dans le centre-ville de Saint-Pierre. Le nombre de petits commerces autorisés à ouvrir est également une cause de la présence de la population dans les rues.
Le 11 mai 2020, La Réunion est déconfinée, comme le reste de la métropole, ce département étant évalué vert (peu de cas).
Le 28 mai 2020, le Premier Ministre Edouard Philippe annonce la 2e phase du déconfinement, à compter du 2 juin 2020. Cette nouvelle phase inclut la réouverture des lieux de rassemblement tels que les bars, cafés, restaurants, cinémas. La levée de la limite de circulation à 100 km maximum de son lieu de résidence est levée. La Réunion figurant dans les zones vertes (circulation faible du virus), elle bénéficiera de cet assouplissement de restrictions.
Le 13 août 2020, à la suite d'un arrêté préfectoral, plusieurs mesures sont prises afin de limiter la circulation du virus. Ces mesures concernent, entre autres, l'obligation du port du masque aux abords des établissements scolaires et d'enseignement supérieur, ainsi que dans les endroits à forte fréquentation. De plus, cette obligation s'applique aussi aux espaces clos (commerces, restaurants, administrations, etc).
Le 21 août 2020, un nouvel arrêté préfectoral prend effet, entre le 22 août et 13 septembre. Celui ci généralise le port obligatoire du masque dans les zones de circulation du virus et interdit les rassemblements de plus de 10 personnes dans certaines zones. Cet arrêté amène aussi une interdiction des sports collectifs et de combats quel que soit le niveau et la pratique (entrainement, compétition, etc.)

## Introduction du virus et début épidémique à La Réunion
L'inquiétude commence à monter le 1er mars quand des manifestants s'opposent au débarquement au Port de croisiéristes voyageant sur un paquebot venu d'Afrique du Sud. Ce dernier événement témoigne d'une peur collective quant au passage de points d'entrée du virus. Dès le 27 février 2020, les dockers du Port avaient fait part de leurs inquiétudes concernant les accostages et les changements fréquents d'équipages. Cela dit, les pouvoirs publics considèrent que la porte d'entrée du virus demeure l'aéroport Roland-Garros.
Le « patient zéro » est un homme âgé de 80 ans revenu de croisière aux Bahamas et aux États-Unis, confirmé par dépistage le 11 mars 2020.
Après avoir adapté les restrictions le weekend du 14 mars, La Réunion étant alors toujours au stade 1 de l'alerte sanitaire alors que la France métropolitaine passe au stade 3, le confinement est adopté unilatéralement pour l'ensemble des territoires français le lundi 16 mars par décret du Président de La République.
La possibilité d'entrée massive de cas contaminés est permise par la continuité des vols depuis Paris et fait l'objet d'une relative controverse, opposant d'un côté population réunionnaise et médecins réunionnais et de l'autre les pouvoirs locaux (préfecture, ARS). Alors qu'un point quotidien est fait conjointement par la préfecture de La Réunion à l'ARS, le préfet Jacques Billant n'annonce la suspension des vols d'agrément (tourisme) que le 20 mars 2020. Au cours de la conférence de presse où est annoncée cette mesure, Jacques Billant déclare : « Ce n'est pas le virus qui circule, c'est nous qui le faisons circuler », appelant ainsi les Réunionnais à observer strictement les règles de circulations liées au confinement. Un constat est fait, plutôt positif, que les Réunionnais restent majoritairement à leur domicile. Il annonce par la même occasion avoir signé un arrêté préfectoral obligeant tous les voyageurs entrants à se mettre en quatorzaine. La même journée du 20 mars, Jérôme Salomon, directeur général de la santé, invite les ultra-marins effectuant leur retour de métropole à respecter une quatorzaine stricte afin de ne pas contaminer leurs proches.
Malgré un nombre de cas en hausse nette au 21 mars 2020, les autorités maintiennent l'absence d'une chaîne de contamination locale. Ce même jour, la députée de La Réunion Huguette Bello demande le déploiement d'une réserve sanitaire et propose la mise à disposition de l'ancien hôpital Gabriel-Martin pour accueillir les voyageurs en quarantaine. Elle est rejointe dans sa proposition par deux autres députés de l'île, Jean-Hugues Ratenon et Ericka Bareigts.
Or le 22 mars, il a été fait état la veille au soir que trois patients dépistés ont été contaminés sur place, constituant ainsi les premiers chaînons visibles d'un départ probable de la chaîne de contamination.
La presse rapporte le 22 mars que deux des 28 premiers cas sont des gendarmes revenus de métropole. Ils sont placés en quarantaine dès leur arrivée.
La barre des 100 patients atteints est dépassée mercredi 25 mars 2020, l'ARS annonçant 17 cas supplémentaires dépistés positifs, portant le total des contaminés à 111 personnes.
Adaptant les directives nationales au cadre local, l'ARS statue sur les situations rendant un dépistage nécessaire :
- tous les voyageurs symptomatiques, avec le renforcement des mesures d’accueil infirmier à l’aéroport ;
- tous les soignants en activité et déclarant des symptômes ;
- tous les soignants astreints au confinement pendant 14 jours, de par leur voyage hors département, au 5e jour après leur retour ;
- les sujets contacts de cas confirmés, lorsqu’ils sont symptomatiques ;
- les patients des médecins traitant, sur prescription de ces derniers, selon des indications en cours de définition ;
- tous les patients entrant en hospitalisation ayant voyagé dans les 15 jours précédents, et tous les nouveaux entrants en EHPAD avant leur admission.

## Août 2020: accélération des contaminations et explosion des cas positifs
La période de vacances d'hiver austral passée, et conséquemment à la reprise des vols, la fin du mois d'août 2020 voit l'élévation de cas quotidiens de contaminations, attribués pour la plupart à des rassemblements locaux. Pour la seule journée du 21 août, le nombre de cas s'élève à 79. La majorité des cas est de fait autochtone. Le préfet prend de nouvelles restrictions sur les rassemblements publics de personnes et l'interdiction des manifestations sportives.
Après un nouveau record de cas le 26 août (80 dépistés), les organisateurs du festival de musique électronique "Les Electropicales" annoncent l'annulation de l'événement.

## Septembre 2020: plus de100 caspar jour, l'ensemble de l'île touché
Le 3 septembre 2020, ce sont 116 cas de contaminations qui sont enregistrés par l'ARS. L'ensemble des communes est désormais touché par le virus. Il apparaît que 75% des cas sont autochtones, ainsi 3 personnes sur 4 ont contracté le virus sur l'île.

## Dispositifs nationaux
Le 25 mars 2020, lors de son allocution à l'hôpital de Mulhouse, le Président de la République Emmanuel Macron annonce, dans le cadre de l'opération Résilience le déploiement de deux navires de la Marine nationale de type porte-hélicoptères amphibie, l'un, le Dixmude pour renforcer l'aide sanitaire aux Antilles françaises, l'autre, le Mistral, en renfort sanitaire des îles de l'Océan indien (Mayotte, Réunion),. Cette opération se veut distincte de l'opération anti-terrorisme Sentinelle. La frégate Guépratte épaulera le Mistral, dévoué à une mission de prévention de circulation du virus par de forts flux migratoires entre Anjouan, île appartenant à l'État comorien, et le département français de Mayotte.
Fin mars, l'opération de renfort du |Mistral, qui laissait imaginer un hôpital flottant, soulève les interrogations de la classe politique, car le navire aurait une vocation strictement logistique : ce dernier « serait cantonné à une mission logistique, de transport et de stockage. Il ne serait pas armé médicalement. Il arriverait dans la zone entre le 4 et le 8 avril ». C'est le député de Mayotte Mansour Kamardine qui s'en émeut le premier à l'Assemblée nationale. Alors que le Mistral arrive le 4 avril dans le lagon de Mayotte, Mansour Kamardine annonce avoir contracté la maladie Covid-19, par contamination locale,.

## Dispositifs locaux
- L'ensemble des mesures décrétées par la présidence de la République sont appliquées localement par le préfet, représentant de l'État sur le département réunionnais. Ces mesures sont rappelées sur le site Internet de la préfecture de la Réunion[34].
- Les supermarchés et hypermarchés respectent le numerus clausus de 100 personnes, avec un écart minimum de 1 mètre entre deux clients. Des créneaux horaires sont réservés aux personnes déclarées fragiles ou à risques et pouvant présenter des pathologies chroniques[35].

- La chambre de commerce et d'industrie fait pression pour maintenir les marchés forains et garantir l'approvisionnement en produits frais, à condition de respecter les mesures barrières (hygiène des mains, masques et gants)[36].
- Le 21 mars 2020, les autorités régionales annoncent que 1 million d'euros sera débloqué à destination des personnes fragiles dans ce contexte épidémique insulaire[37].
- Le 25 mars 2020, le laboratoire Cerballiance du Port, en relation avec l'ARS, organise un dépistage en « drive », sur le modèle coréen qui a fait ses preuves dans la gestion de la crise en Corée du Sud[38],[39],[40].
- Alors que le maire de Saint-André Jean-Paul Virapoullé décide hors de toute recommandation officielle de désinfecter les lieux de passage de sa ville à l'eau de javel pulvérisée le 27 mars, le Pr Bernard-Alex Gaüzère (praticien hospitalier au CHU de La Réunion, professeur visiteur de l'Université de Bordeaux, enseignant de l’histoire de la médecine à l’UFR santé de l’Université de La Réunion) déclare sur Réunion La Première : « C’est inutile mais nous sommes en période électorale et que les démonstrations propres à édifier les masses sont toujours les bienvenues. C’est d’autant plus inutile que la Direction générale de la Santé a bien stipulé le 25 mars dans un arrêté qu’il est à la fois inutile et dangereux pour l’environnement de désinfecter les rues avec de l’eau de javel ou d’autres produits. D’autant que La Réunion est très ensoleillée et le soleil est le meilleur désinfectant »[41],[42],[43]
- Le 1er avril, le préfet Jacques Billant interdit par arrêté la vente de boisson alcoolisées au-delà de 17 h[44].
- Le 11 avril, le préfet de La Réunion annonce un arrêté fixant la fermeture des commerces (centre commerciaux inclus) à 19 h, à la suite d'abus répétés de consommation d'alcool aux alentours des magasins par détournement des attestations dérogatoires de circulation[45].
- Le 11 avril, l'ARS lance un appel aux professionnels de santé volontaire, sur la base de mises à disposition par l'employeur, ou de contractualisation[46].
- Pour le dimanche de Pâques 12 avril 2020, la préfecture annonce un recrudescence des contrôles afin d'endiguer les regroupements familiaux dus à la fête religieuse[47]. Les responsables religieux avaient appelé les fidèles à respecter scrupuleusement le confinement, appelant à utiliser les médias numériques pour assister aux retransmissions des messes pascales[48].
- Au 15 avril, la politique de dépistage est en constante augmentation, atteignant plus de 3 000 tests pratiqués entre le 6 et le 12 avril. Le taux remarquablement bas de cas positif est de 1,5%[49].
- Début septembre, après des discussions animées avec Robert Chicaud, président du Grand Raid, le Préfet annonce qu'il donnera sa décision quant à l'annulation et le report de la course pour la semaine du 7 septembre 2020[50]. Robert Chicaud avait déjà rencontré la maire de Saint-Denis à ce sujet le 24 août[51].

## Chronologie des cas (dépistés officiellement)

### Graphes
Nombre de cas par jour depuis mars 2020 (source :  reunion.gouv.fr)
Pour des raisons techniques, il est temporairement impossible d'afficher le graphique qui aurait dû être présenté ici.

| Pour des raisons techniques, il est temporairement impossible d'afficher le graphique qui aurait dû être présenté ici. |

### 11 mars: premier cas
- La 1re personne contaminée, le « patient zéro » est un homme de 80 ans revenu de croisière aux Bahamas. Après quelques jours en état stable, il a du être placé en réanimation bien que son état ne soit pas jugé grave.
- La 2e personne est également une croisiériste, issue d'un groupe de 34 Réunionnais en croisière dans les Bahamas. Au lendemain de son retour, elle participe à un repas collectif. Les convives sont suivis et ne présentaient pas de symptômes.
- La 3e personne est une jeune femme de 38 ans de retour de métropole.
- Le 4e cas était également un croisiériste aux Bahamas dans le groupe de Réunionnais du patient zéro, mais il n'avait eu que très peu de cas-contact, à l'exception de son fils médecin et d'un ami.
- Le 5e cas, confirmé le 13 mars, est une femme de 37 ans, qui a côtoyé beaucoup de personnes-contact dans la mesure où elle n'a su que tard sa contamination. La maladie ayant mis plusieurs jours à apparaître, elle a notamment participé à un cours collectif de kizomba au Before à Saint-Pierre (le 10 mars) parmi un groupe de cinquante personnes. Elle avait également participé au concert du samedi lors du festival des Francofolies à Saint-Pierre le 7 mars, au cours duquel elle affirme être restée à l'écart de la foule, ayant pour seul contact son amie (non symptomatique).
- Le 6e cas, confirmé samedi le 14 mars, est un homme de 50 ans, rentré de métropole le 9 mars. Ses symptômes apparaissent dès le lendemain de son retour. Entre-temps, il aurait fréquenté sept personnes.
- Le 7e cas, confirmé dimanche 15 mars au matin, est un proche d’un des croisiéristes du groupe réunionnais du patient zéro.
- Le 8e cas et le 9e cas, annoncés dimanche 15 mars, sont un couple de retraités revenus récemment de métropole.

### 17 mars: début du confinement
- Le 10e cas confirmé mardi 17 mars, est un médecin de 73 ans dont l'état de santé lui permet de regagner son domicile. Revenu de métropole le 15 mars, il présentait pourtant des signes de maladie dès le 13 mars. Cela questionne l'absence de contrôle médical au départ comme à l'arrivée. Ses cas contacts sont sa famille ainsi que les quatre passagers ayant voyagé dans l'avion à ses côtés.
- La 11e personne contaminée, confirmée mercredi 18 mars, est un jeune homme de 35 ans, rentré de métropole le 16 mars. Symptomatique dès son arrivée, il a eu 16 personnes contact à bord de l'avion, toutes contactées par l'ARS, des membres de sa famille et un taxi à son arrivée.
- La 12e personne, confirmée mercredi 18 mars, est une jeune femme de 28 ans. Ses symptômes n'apparaissent que trois jours après son retour de métropole. Elle a eu sept personnes-contacts, jointes mercredi soir, ainsi que son bébé, asymptomatique, confié à sa grand-mère depuis.
- Les 13e et 14e cas ont été confirmés mercredi 18 mars. Il s'agit de deux voyageuses de retour de métropole. L'une, âgée de 71 ans, est arrivée mardi 17 mars, et l'autre, âgée de 45 ans, est arrivée mercredi 18 mars.
- Le 15e cas a été signalé jeudi 19 mars, lui aussi importé de métropole. Sont ensuite annoncés dans cette même journée du 19 mars les 16e, 17e, 18e et 19e, tous étant des cas importés de France métropolitaine. La soirée de jeudi 19 mars voit le nombre de cas contaminés importés exploser, avec neuf cas supplémentaires.

### 20 mars: premiers cas de transmission locale
- Le 38e cas est rapporté vendredi 20 mars. La progression épidémique est marquée par 10 nouveaux cas dépistés. On retrouve parmi ces 10 cas nouveaux sept personnes contaminées en métropole et trois personnes ont été contaminées à La Réunion par un membre de leur famille ayant séjourné en métropole, faisant partie des 28 premiers cas. Ces trois cas contaminés dans le département sont les premiers d'une chaîne de contamination locale.
- Le 45e cas est rapporté samedi 21 mars. Il a suffi d'une nuit pour que sept nouveaux cas soient déclarés[52].
- Le 47e cas est rapporté samedi 21 mars au soir. Il s'agit de deux cas de transmission locale supplémentaires, confirmant une progression locale du virus[53].
- Le 65e cas rapporté dimanche 22 mars au soir. Il s'agit cette fois de cas de contamination locale[54].
- Le 71e cas est annoncé par l'ARS le 23 mars. Il s'agit de 6 nouveaux cas de contamination locale, ce qui confirme le début épidémique[55].
- Le 75e cas est confirmé par l'ARS le soir du 23 mars et relaté dans la presse[56].

### 24 mars: passage au stade 2
- Le 94e cas est confirmé par l'ARS le 24 mars, entraînant un passage au stade 2 de l'épidémie[8].
- Le 111e cas est annoncé le 25 mars[25].
- Le 135e cas est confirmé le 26 mars[57],[58],[59].
- Le 145e cas est confirmé le 27 mars, avec un total de 108 cas importés[60],[61].
- Le 183e cas est confirmé le 28 mars, pour 1 300 cas-contacts identifiés. Soit 38 contaminés en 24 heures.
- Le 207e cas est confirmé par l'ARS le 29 mars, avec un taux estimé de 97% de cas importés[62]. Ce ne sont pas moins de 24 cas nouveaux en une journée.

### 30 mars: premier cas autochtone
- Le 224e cas est confirmé par l'ARS le 30 mars, avec le premier cas autochtone (personne n'ayant eu de contact avec aucun malade de la Covid-19)[63].
- Le 247e cas est confirmé le 31 mars à 15 h par l'ARS, soit 23 cas supplémentaires déclarés en 24 heures[64].

- Le 281e cas est confirmé le 1er avril. L'ARS fait état de 195 cas importés, 45 cas de transmission locale et un cas autochtone. La guérison de 40 patients est annoncée ce même jour[10].
- Le 308e cas est confirmé le 2 avril. L'ARS annonce avoir investigué 267 cas, les 41 restant encore à retrouver[65].
- Le 321e cas est confirmé le 3 avril. Les cas importés sont toujours majoritaires, avec un minimum de 195 cas. 51 personnes sont hospitalisées, dont 2 en réanimation. 33 personnels soignants ont contracté la maladie, dont 28 contaminés hors territoire[66].
- Le 334e cas est confirmé le 4 avril. 35 soignants sont testés positifs, soit 2 de plus que la veille et les cas en réanimation passent de 2 à 4. Les sujets contacts sont évalués au nombre de 2000[67].
- Le 344e cas est confirmé le 5 avril. 313 cas ont été investigués par l'ARS. La population touchée est composée de : 10% de mineurs, 47% de personnes de 18 à 50 ans, 29% de 51 à 65 ans et 14% de plus de 65 ans[68].
- Le 349e cas est confirmé le 6 avril. Malgré cet aplanissement relatif de la courbe de malades détectés, neuf voyageurs assignés au confinement ont enfreint l'arrêté préfectoral en quittant leur hôtel[69],[70].
- Le 358e cas est confirmé le 7 avril, confirmant une baisse momentanée des nouveaux cas détectés quotidiennement[71].
- Le 362e cas est confirmé le 8 avril. Les cas contacts sont évalués au nombre de 2300, et font l'objet d'un suivi de mise en quatorzaine. La baisse des cas semble se maintenir, avec l'hypothèse d'un premier effet du confinement[72].
- Le 376e cas est confirmé le 9 avril. L'évaluation des cas autochtones porte leur nombre à 25. Le nombre de personnes guéries est estimé à 199[73].
- Le 382e cas est confirmé le 10 avril. Trois cas ont été détectés positif au coronavirus en Ehpad, sans toutefois présenter les symptômes de la maladie Covid-19[74].
- Le 388e cas est confirmé le 11 avril. Il n'y a pas de nouveaux cas à signaler en Ehpad. La deuxième semaine d'avril marque une baisse du nombre de cas, occasionnant par ailleurs un relâchement dans le respect des règles de confinement[75].
- La courbe esquisse un plateau, avec 1 seul cas détecté le 12 avril, soir 389 cas. L'ARS, dans le cadre de sa campagne de contact-tracing, a identifié quelque 3 000 cas-contacts[76].
- Le plateau se confirme par seulement deux cas détectés pour le lundi 13 avril 2020, portant le nombre total à 391 cas[77].

### 14 avril: journées sans cas dépistés, première sortie de quatorzaine pour les voyageurs entrants
- Le 14 avril confirme le plateau atteint, avec une première journée sans cas dépisté, et ce depuis le 11 mars[78].
- Cette même journée, 141 voyageurs pour la plupart en provenance du continent sont testés négatifs à leur sortie de quatorzaine[79].
- Le 15 avril marque la deuxième journée sans nouveau cas contaminé. Le nombre de cas positifs est de 390[80].
- Le 16 avril voit une nouvelle hausse, avec quatre cas détectés.

### 17 avril:400 casavérés, journées sans cas dépistés, évacuations sanitaires vers La Réunion
- Huit cas dépistés s'ajoutent, portant le chiffre à 402 contaminés. L'attention est portée sur le premier détenu testé contaminé, placé à l'isolement au CHU[81],[82].
- 5 nouveaux cas sont dépistés le 18 avril, confirmant la persistance des contaminations sur l'île[83],[84].
- 1 seul cas est détecté le 19 avril, soit un total de 408 cas, dont 47 membre du personnel soignant[85].
- 2 cas sont dépistés le 21 avril, portant le total à 410 cas contaminés[86].
- Le 22 avril, l'ARS indique qu'un malade a été diagnostiqué positif à la fois au COVID-19 et à la dengue par ailleurs en forte progression dans l'île[87],[88].
- Deux cas sont dépistés le 23 avril, soit 412 cas dont 70% de cas importés[89].
- 5 nouveaux cas sont confirmés le 25 avril, pour un total de 417 cas[90].
- Un nouveau cas est confirmé le 27 avril, soit 418 cas au total[91].
- Trois cas sont confirmés le 29 avril, mais un cas déclaré auparavant est invalidé[92].
- Un cas est déclaré le 2 mai, mais il s'agit d'un patient comorien via une évacuation sanitaire au CHU de La Réunion[93].
- Une autre évacuation sanitaire (EVASAN) de 5 patients positifs depuis Mayotte vers le CHU de la Réunion est organisée le 10 mai 2020[94].

### 20 mai: premier mort et déconfinement
- Les autorités annoncent le 20 mai 2020 la mort d'un patient mahorais évacué à La Réunion[95]. Ce patient présentait par ailleurs des signes de comorbidité. Sur les 10 patients hospitalisés, 9 d'entre eux proviennent de Mayotte au titre de la solidarité régionale.
- Au 9e jour de déconfinement, le nombre de cas reste inférieur à 450 et 411 patients sont considérés guéris par le CHU[96].
- Le 25 juin, le 2e décès intervient sur l'île : il s'agit d'un patient évacué de Mayotte et qui présentait une comorbidité[97].

### 22 juin: reprise des liaisons aériennes
L'ensemble des liaisons aériennes (dont le tourisme) reprend dès le 22 juin. Dans la semaine qui suit, on observe une augmentation relative et logique du nombre de cas importés.

### 12 août: découverte des premiers foyers
La presse annonce le 12 août qu'une enquête sanitaire a établi qu'un mariage ayant eu lieu le 29 juillet a participé à l'apparition d'un foyer. Parmi les convives, on trouvait des agents communaux de mairie annexe ainsi que des animateurs de centre de loisirs. Il est signalé dans la foulée l'apparition de plusieurs cas dans le quartier du Bas de La Rivière à Saint-Denis, toujours lié au rassemblement familial du 29 juillet.
Plusieurs écoles de Sainte-Clotilde voient leur rentrée scolaire reportée et les écoles fermées à cause de la présence parmi le personnel de cas de Covid et personnes contact. Ce foyer de contagion a entraîné la fermeture de 24 écoles de Sainte-Clotilde.

### 20 août: nouveau pic épidémique, personnel du CHU contaminé
Dans la semaine du 17 août 2020, les contaminations sont en hausse constante. Le jeudi 20 août, 51 cas dépistés sont comptabilisés pour cette unique journée. Cinq membres du personnel du CHU ont été contaminés à la suite d'une prise en charge rapide d'un patient non dépisté, mettant en cause les modalités d'admission en unité Covid. De fait, le circuit Covid + n'a pu être respecté face à l'urgence, contaminant les lieux et personnels.

### 23 août: premier décès d'un réunionnais hors EVASAN
Un premier décès au CHU de La Réunion des suites de la Covid est survenu dans la nuit du 23 au 24 août 2020. Les autres décès survenus précédemment étaient imputés à une comorbidité.

### 29 août: Nouveau décès
Un second décès autochtone lié à la Covid est annoncé par l'ARS. Dans le respect de la volonté de la famille, aucune information supplémentaire n'est apportée mais plusieurs rumeurs dans les médias parlent d'une personne de 27 ans.
En parallèle, Santé publique France annonce que le seuil d'alerte a été dépassé à la Réunion

### 30 août: Troisième décès hors EVASAN et dépassement du seuil d'alerte
Un troisième décès d'une personne de 85 ans lié à la Covid est annoncé par l'ARS.

### 16 septembre: plus de3 000 cas
Alors que la courbe de contaminations semble atteindre un plateau, le total des contaminations est de 3002 le 16 septembre 2020. On compte huit décès des suites du Covid-19. Entre août et septembre, le nombre d'admissions en hôpital reste stable.
Seuls 16% des cas demeurent importés, confirmant la thèse des contaminations locales.

### Fin octobre 2020: près de5 000 cas, annonce d'un second confinement national
Au 29 octobre 2020, la barre des 5 000 cas est largement dépassée, le nombre de décès est de 24 au 31 octobre (incluant les EVASAN), essentiellement des personnes de plus de 60 ans.
Le soir du 28 octobre, lors d'une intervention retransmise à la télévision, le Président de la République Emmanuel Macron exprime le souhait d'enrayer l'épidémie avec des mesures fortes. Les hôpitaux font face à une saturation des lits et le Président déclare : « Quoi que nous fassions, 9000 patients seront en réanimation à la mi-novembre. Nous nous organisons pour y faire face ».
Dans la foulée, le préfet de La Réunion, Jacques Billant, émet des réserves liées à la situation maîtrisée du virus sur l'île, quant à appliquer des mesures aussi drastique que sur le continent. En effet, lors de son allocution, Emmanuel Macron indique laisser une marge de d'appréciation et de décision aux préfets des outre-mers, concernant le confinement.
Le 29 octobre, le Premier Ministre Jean Castex annonce que seule la Martinique sera à nouveau confinée, permettant aux autres départements ultramarins de préserver une vie socio-économique et une liberté de circulation, dans le respect des consignes sanitaires.
Le préfet de La Réunion annonce le soir même que le département ne sera pas confiné vendredi 30 novembre à minuit, sur la base d'une situation sanitaire sous contrôle. Il assure en revanche qu'aucun relâchement ne sera toléré au titre des mesures restrictives prises le 16 octobre.

### Fin novembre 2020: dépassement de la barre des8 000 cas
Au 30 novembre il y a 8 054 cas dont 40 décès.

### Fin décembre 2020: dépassement de la barre des9 000 cas
Au 31 décembre il y a 9 037 cas dont 42 décès.

### Fin janvier 2021: dépassement de la barre des10 000 cas
Au 31 janvier il y a 10 194 cas dont 46 décès.

### Fin février 2021: dépassement de la barre des13 000 cas
Au 28 février il y a 13 125 cas dont 59 décès.

### Fin mars 2021: dépassement de la barre des16 000 cas
Au 30 mars il y a 16 586 cas dont 115 décès.

### Fin avril 2021: dépassement de la barre des21 000 cas
Au 30 avril il y a 21 451 cas dont 150 décès.

### Fin mai 2021: dépassement de la barre des26 000 cas
Au 31 mai il y a 26 075 cas dont 203 décès.

### Fin juin 2021: dépassement de la barre des31 000 cas
Au 30 juin il y a 31 845 cas dont 244 décès.

### Fin juillet 2021: dépassement de la barre des40 000 cas
Au 31 juillet il y a 40 245 cas dont 288 décès.

### Fin août 2021: dépassement de la barre des50 000 cas
Au 31 août il y a 50 346 cas dont 342 décès.

### Fin septembre 2021: dépassement de la barre des53 000 cas
Au 30 septembre il y a 53 682 cas dont 366 décès.

### Fin octobre 2021: dépassement de la barre des55 000 cas
Au 31 octobre il y a 55 125 cas dont 376 décès.

### Fin novembre 2021: dépassement de la barre des61 000 cas
Au 30 novembre il y a 61 188 cas dont 384 décès.

### Fin décembre 2021: dépassement de la barre des76 000 cas
Au 31 décembre il y a 76 602 cas dont 409 décès.

### Fin janvier 2022: le département le plus touché de France
Au 27 janvier, le nombre de contaminations font de La Réunion le département le plus touché par l'épidémie de Covid-19. En effet, l'île connaît un taux d'incidence de 4 871 cas pour 100 000 habitants à la date du 20 janvier 2022. Le 25 janvier, ce chiffre est porté à 5 480 cas pour 100 000 habitants. Le plan blanc est déclenché pour suppléer à la tension sur les services hospitaliers. Ce plan d'urgence permet l'affectation temporaire de personnel soignant de métropole. Au 31 janvier il y a 226 005 cas confirmés dont 531 décès.

### Fin février 2022: dépassement de la barre des300 000 cas
Au 28 février il y a 302 162 cas dont 666 décès.

### Fin mars 2022: dépassement de la barre des700 morts
Au 1er avril il y a 347 941 cas dont 720 décès.

### Fin avril 2022: dépassement de la barre des750 morts
Au 1er mai il y a 398 115 cas dont 756 décès.

### Fin mai 2022: dépassement de la barre des400 000 cas
Au 31 mai il y a 416 661 cas dont 784 décès.

### Fin juin 2022: dépassement de la barre des800 morts
Au 30 juin il y a 422 769 cas dont 819 décès.

### Fin juillet 2022: dépassement de la barre des440 000 cas
Au 31 juillet il y a 440 747 cas dont 845 décès.

### Fin août 2022: dépassement de la barre des460 000 cas
Au 31 août il y a 463 155 cas dont 874 décès.

### Fin septembre 2022: dépassement de la barre des470 000 cas
Au 30 septembre il y a 472 336 cas dont 894 décès.

### Fin octobre 2022: nouveaux cas en baisse
Au 30 octobre il y a 474 111 cas dont 899 décès.

### Fin novembre 2022: dépassement de la barre des900 morts
Au 27 novembre il y a 477 305 cas dont 903 décès.

### Fin 2022: accélération de nouveaux cas
Au 31 décembre il y a 490 612 cas dont 913 décès.

### 2023
Au 31 décembre il y a 494 595 cas dont 921 décès.